# 保刈久明
保刈 久明（ほがり ひさあき）は、日本の作曲家、編曲家、音楽プロデューサー。福島県郡山市出身。
同郷の小峰公子と結成したユニットKARAKの元メンバーで1991年にメジャー・デビューしているが、1998年4月22日をもって事実上の活動休止。
ギタリストとしては溝口肇、ZELDA、濱田理恵、ZABADAKなどのレコーディングやPSY・Sのライブツアーバンドに参加した。
新居昭乃の作品における共同作曲、編曲、ライブサポート（エレクトリック・ギターなど）、ROCKY CHACKの編曲、プロデュースのほか、アニメ・映画関連の仕事も多い。2013年には、初のソロアルバム『DOZE』を発売した。

## 音楽

### ソロ作品
- 保刈久明
  - ある男の話（コンピレーション・アルバム『FAIRLAND’89』収録/1991年1月21日/NECアベニュー） 
    - デビュー前の新人アーティストの作品を集めた企画盤。KARAKと同じく作詞は小峰公子、作曲・編曲・演奏は保刈だが、この曲ではヴォーカルも保刈自身が担当している。後のKARAKのアルバムには未収録。

  - DOZE（2013年6月26日発売、Apple Paint Factory Records/Pure Heart Label）
    - 初のソロアルバム。映画『インセプション』に触発されたコンセプト・アルバムで6曲入り。歌・演奏・ミックスも保刈一人で制作された[2]。

### プロデュース作品
- 新居昭乃 - 『空の森』以降のほとんどの作品に参加。

- ROCKY CHACK - プロデュース・編曲
  - リトルグッバイ（シングル）
    - テレビアニメ『ゼーガペイン』エンディングテーマ

  - リンゴ日和 〜The Wolf Whistling Song（シングル）
    - テレビアニメ『狼と香辛料』第1期エンディングテーマ

  - Perfect World（シングル）
    - テレビアニメ『狼と香辛料』第2期エンディングテーマ

### サウンドトラック
- ココロ図書館 オリジナル・サウンドトラック
- 創聖のアクエリオン オリジナル・サウンドトラック1・2（菅野よう子と共同）

### 提供楽曲
- 種ともこ
  - MESSAGE #9（作曲・編曲）
    - テレビアニメ『ガサラキ』オープニングテーマ
- こじまめぐみ
  - FRUITS CANDY（編曲）
    - テレビアニメ『カードキャプターさくら』第3期エンディングテーマ
- AKINO from bless4
  - 荒野のヒース（菅野よう子と共同作曲・編曲）
    - テレビアニメ『創聖のアクエリオン』第14話エンディングテーマ
- 三重野瞳
  - 瞳にDiamond（シングル/作曲）
  - That's the way I want（『Ki・Ra・Ri・Pi・Ka・Ri』収録/作曲）
  - 特別なSummer days（同上）
  - 金ピカの孤独（同上）
  - ビーシュ（『23.4』収録/編曲）
  - 23.4（Story）（同上/作曲・編曲）
- 宮村優子
  - いいでしょ 夢で（『ケンカ番長』収録/作曲・編曲）
  - か・い・け・つ みやむーちゃん（同上/作曲・編曲）
  - bliss of life （人生における精神的な至福）（同上/作曲・編曲）
  - HELLO, STRANGE DAYS（同上/編曲）
  - SKINDO-LE-LE（『不意打ち』収録/編曲）
  - ピアノ（同上/編曲）
  - あーあ。（『魂』収録/編曲）
  - くるみパン（『ほぼシングルベスト収録』/編曲）
  - そんなKISSじゃ許さない（同上/編曲）
  - One Summer Day（同上/編曲）
  - 夢みる乙女たち（同上/作曲・編曲）
  - 街や森や月へ（同上/作曲・編曲）
  - ワイルド・ワイルド・エンジェル（同上/作曲・編曲）
  - 結婚しようよ（同上/作曲・編曲）
  - いちばん大好き〰終わる夏のフレイヴァー（同上/編曲）
  - 蜜の光（同上/作曲・編曲）
- CHEMISTRY
  - チャイム（『Hot Chemistry』収録/作曲）
- 手嶌葵
  - 時の歌（『ゲド戦記歌集』/新居昭乃と共同作曲）
    - アニメ映画『ゲド戦記』主題歌

  - 花びら（『春の歌集』収録/同上）
  - 虹（『虹の歌集』収録およびシングル/同上）
    - 映画『西の魔女が死んだ』主題歌

  - 空へ（『虹の歌集』収録/同上）
- 中島愛
  - 私の彼はパイロット -MISS MACROSS 2059-（『星間飛行』収録/菅野よう子と共同編曲）
    - テレビアニメ『マクロスF』およびアニメ映画『劇場版 マクロスF 虚空歌姫 〜イツワリノウタヒメ〜』挿入歌。